# Avusy
Avusy je obec na jihozápadě Švýcarska, v kantonu Ženeva. Žije zde přibližně 1 400 obyvatel.

## Geografie
Avusy se nachází mezi tokem řeky Rhôny a řeky Laire, asi 13 km jihozápadně od centra Ženevy, v jihozápadní části kantonu Ženeva poblíž hranice s Francií. Obec se skládá z místních částí Avusy-Village, Athenaz, Sézegnin a osady Champlong.
Avusy sousedí s obcemi Avully, Laconnex, Soral a Chancy ve Švýcarsku a Valleiry ve Francii.

## Historie

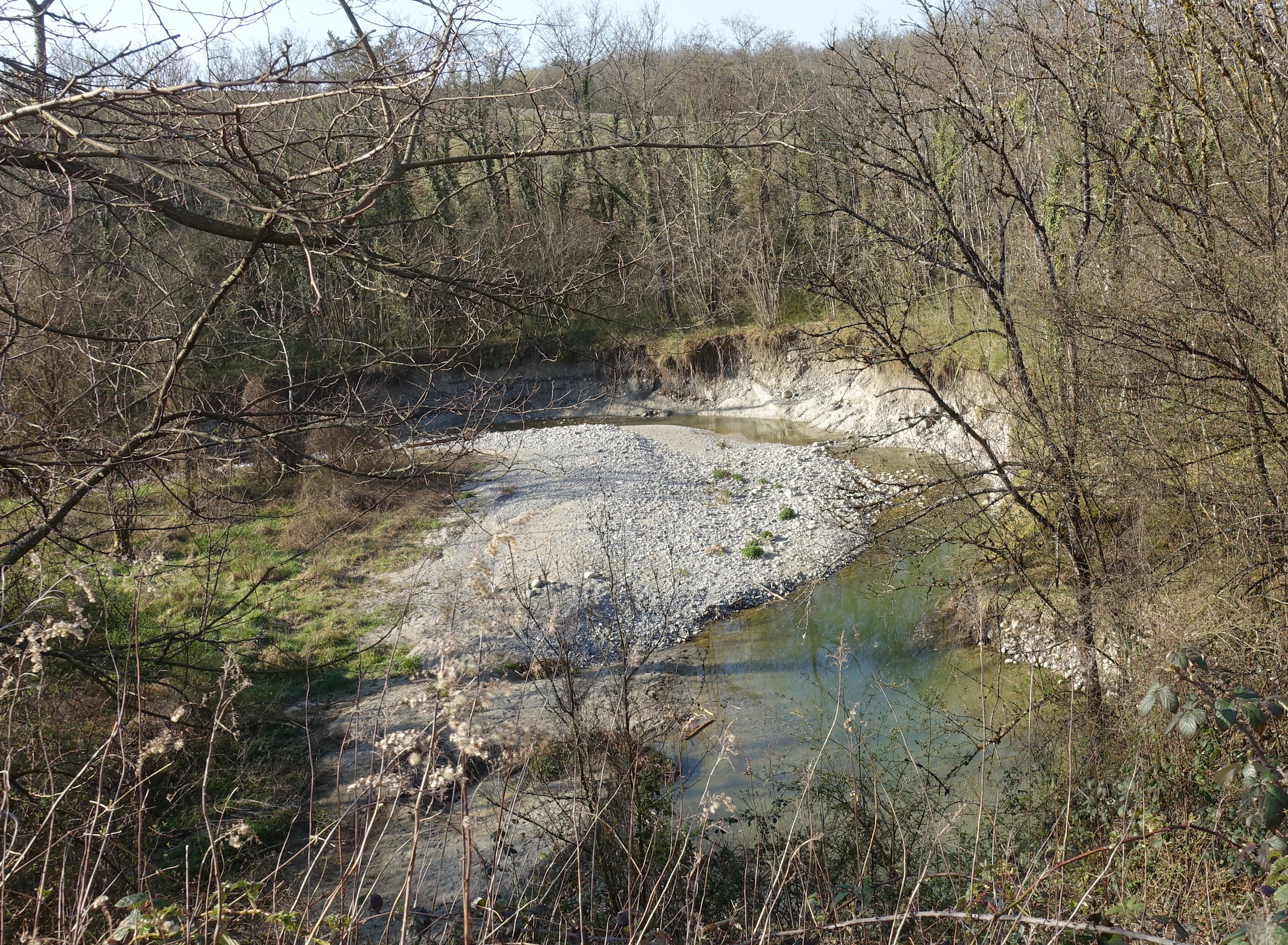
Řeka Laire u Avusy

Osada Seingier, doložená ve 13. až 15. století na místě dnešní obce, zanikla. Avusy se poprvé připomíná roku 1260 jako Avussie, kdy ženevský hrabě Amadeus II. uznal zemská práva převorství Saint-Victor ve vesnicích a farnostech regionu La Champagne, včetně Avusy, Athenaz a Sézegnin; pro sebe si vyhradil pouze vrchnostenskou jurisdikci. Šlechtici z Avusy, La Grave, Rougemontu a Mestralu jsou doloženi jako lenní držitelé od 14. století. Hrad pánů z La Grave ve vesnici Champlong byl v roce 1564 částečně zničen vesničany z Cartigny a v roce 1590 zcela zničen vojsky Bernu; jeho okolní hradby však zůstaly neporušeny. Kaple Saint-André, pobočka Chancy, je zmiňována ve vizitační zprávě z let 1481–82. Po reformaci se politické a církevní dějiny Avusy do značné míry shodovaly s dějinami okolních obcí Chancy, Avully a Cartigny. Zatímco však Ženeva získala Chancy a Avully pařížskou smlouvou z roku 1749 a Cartigny turínskou smlouvou z roku 1754, město na Rhôně ztratilo Avusy ve prospěch Sardinského království v téže smlouvě, a to pod vlivem pánů z La Grave, katolíků a stoupenců savojského rodu. V roce 1754 byla založena katolická farnost a v roce 1758 byl postaven kostel Saint-Charles-Borromée. Obyvatelům obce bylo nicméně povoleno praktikovat katolickou víru. Turínskou smlouvou z roku 1816 bylo Avusy definitivně připojeno ke kantonu Ženeva. V 80. letech 19. století se Avusy stalo rezidenční obcí pro vyšší vrstvy. Kolem roku 1990 se v obci stále patřila čtvrtina pracovní síly do primárního sektoru (včetně vinařství), třetina do sektoru služeb.

## Obyvatelstvo
| Rok            | 1850 | 1900 | 1950 | 1980 | 2000 | 2010 | 2012 | 2014 | 2015 | 2016 | 2017 |
| Počet obyvatel | 510  | 452  | 343  | 504  | 1177 | 1378 | 1443 | 1450 | 1426 | 1405 | 1424 |

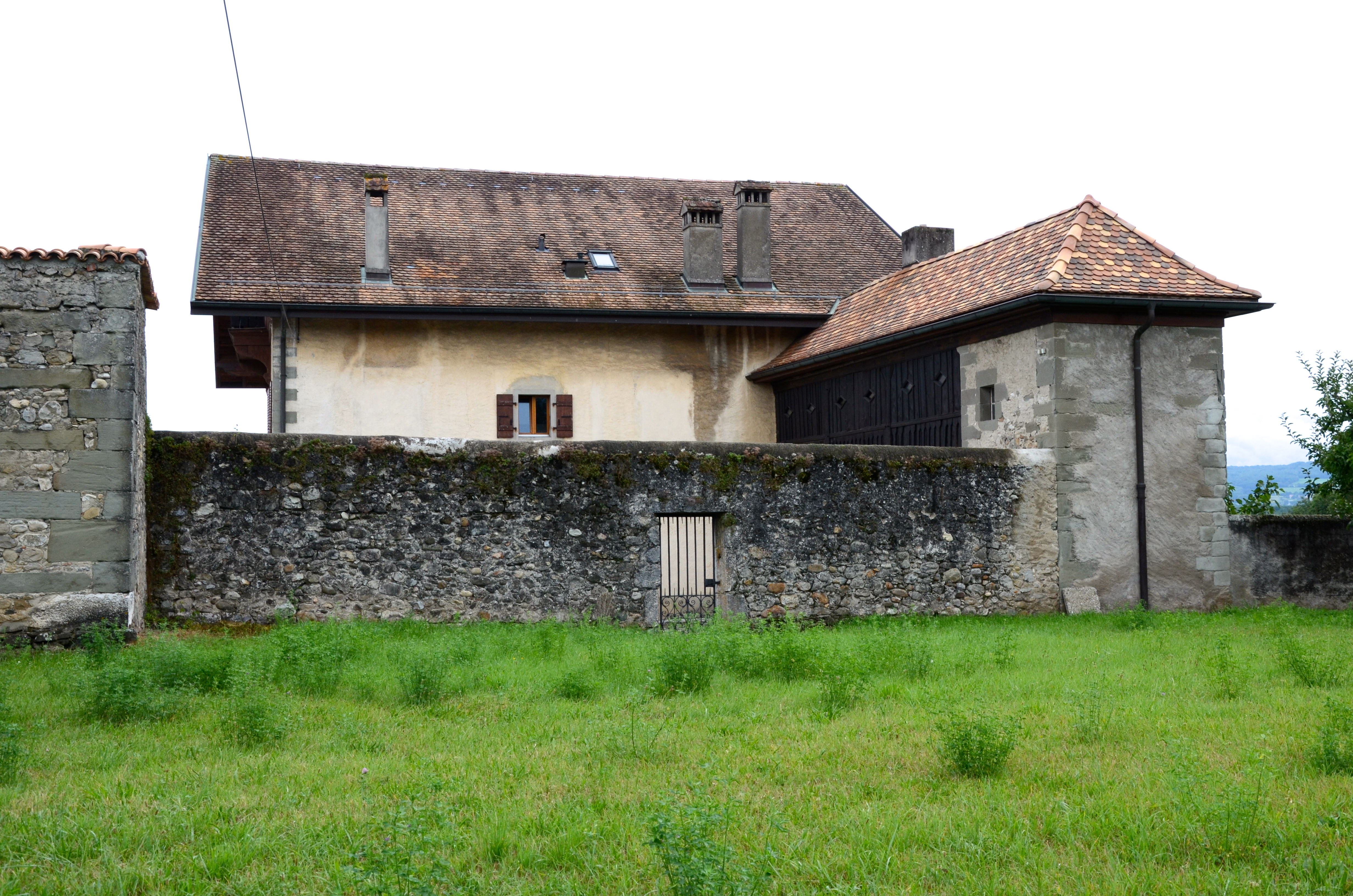
Bývalý zámeček v Champlong

Většina obyvatel (k roku 2000) hovoří francouzsky (1019, tj. 86,6 %), druhou nejčastější řečí je němčina (55, tj. 4,7 %) a třetí angličtina (50, tj. 4,2 %).

## Doprava
Avusy je napojeno na síť veřejné dopravy pouze autobusovými linkami. Železnice územím obce neprochází, nejbližší železniční stanice Pougny-Chancy se nachází ve Francii, na trati Ženeva–Lyon.